# Mario Tosolini
Mario Tosolini (Tricesimo, 19 aprile 1918 – Pordenone, 3 giugno 1971) è stato un calciatore italiano, di ruolo centrocampista.

## Carriera
Interno di centrocampo, dopo gli esordi nell'Udinese in Serie C, nel 1936 si trasferisce alla Triestina, con cui debutta in massima serie il 19 settembre 1937 nella sconfitta esterna col Napoli. Dopo tre stagioni essenzialmente da rincalzo, si impone come titolare fisso nel centrocampo dei giuliani a partire dalla stagione 1940-1941, andando anche a rete con una certa continuità (20 reti in 4 stagioni fino al 1943).
Dopo la pausa bellica disputa il campionato di Serie B-C Alta Italia 1945-1946 con la Pro Sesto, quindi nell'estate del 1946 passa al Milan. In rossonero Carà disputa una sola stagione , con 9 reti all'attivo su 36 incontri disputati, e andando a segno in entrambi i derby di campionato.
A fine stagione fa rientro a Trieste, per disputare altre due stagioni in A: Nella prima, con 9 reti all'attivo, contribuisce al secondo posto finale degli alabardati, miglior risultato di sempre della storia della Triestina, mentre nella successiva realizza, con 13 reti, il suo record di marcature in una stagione.
Nel 1949 scende di categoria passando all'Empoli, in una stagione in Serie B chiusa con la retrocessione, quindi torna in A indoassando la maglia del Torino, collezionando tuttavia solamente 7 presenze nella stagione 1950-1951. Chiude col calcio ad alto livello con due campionati di Serie C nelle file del Mantova.
In carriera ha collezionato complessivamente 221 presenze e 51 reti nella Serie A a  girone unico.

## La scomparsa
Per un tragico incidente, avvenuto la mattina del 3 giugno 1971 in una strada alla periferia nord di Pordenone, Tosolini perde la vita mentre, alla guida di un OM Leoncino, effettua il sorpasso di un pullman e quindi scontrandosi con un autotreno, per venire da quest'ultimo travolto, una volta sbalzato dalla cabina e finito in un fosso.
Il 23 agosto 2013 gli è stato dedicato il Palazzetto dello Sport di Tricesimo.